# Kejtenhale

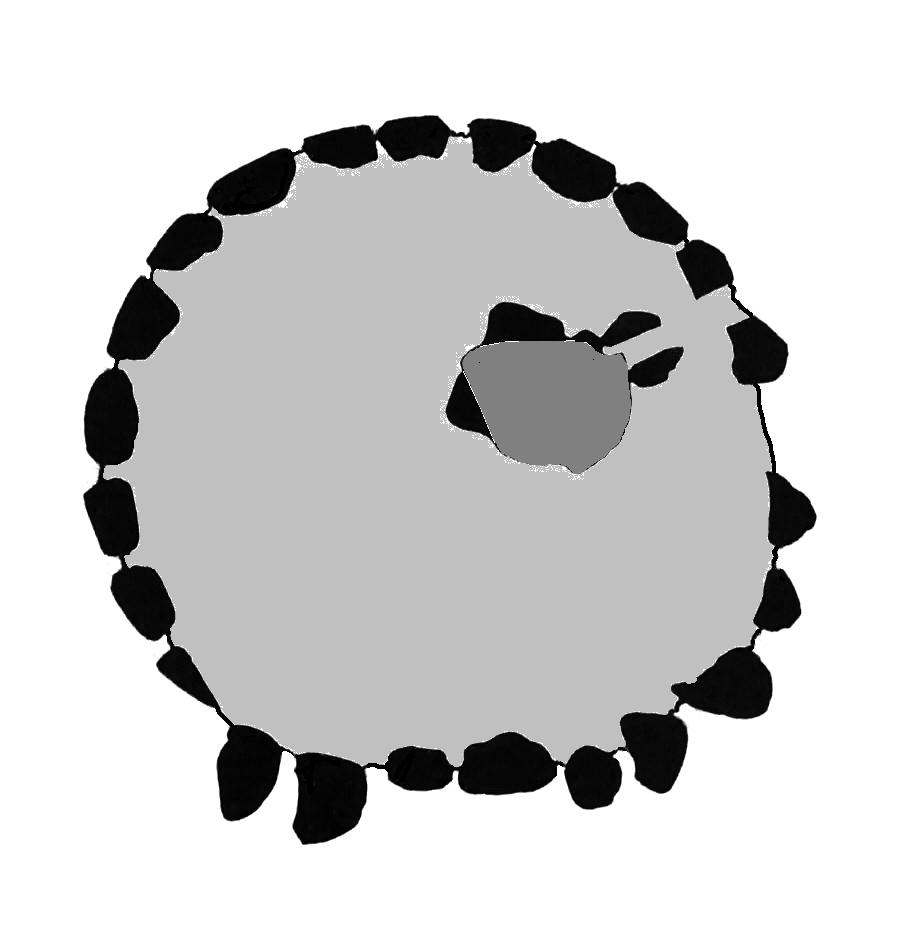
Schema eines Runddysse von oben gesehen

Kejtenhale (auch Runddysse 1 von Nørager Mark) ist ein gut erhaltener Runddysse bei Kejtenhale – auf einer kleinen Insel in einem Teil des Fulgsømose (Moores) südöstlich von Nørager im jütländischen Djursland in Dänemark.
Der schwer auffindbare Rundhügel nordöstlich vom Dolmen von Hindmosen hat etwa 7,0 m Durchmesser und wird von 16 Einfassungssteinen umgeben. Die Kammer wird von vier erhaltenen Tragsteinen und dem Deckstein gebildet. Der Zugang liegt im Südosten, wo sich auch ein Schwellenstein befindet.